# Paracassidinopsis sculpta
Paracassidinopsis sculpta is een pissebed uit de familie Sphaeromatidae. De wetenschappelijke naam van de soort is voor het eerst geldig gepubliceerd in 1906 door Giuseppe Nobili. De soort werd ontdekt bij Rikitea op het eiland Mangareva in de Gambiereilanden in Frans-Polynesië.